# Svogué
Svogué (en bulgare Своге) est une ville située dans l'ouest de la Bulgarie. Elle est le chef-lieu de la commune de Svogué.

## Géographie
La ville de Svogué est située dans l'ouest de la Bulgarie, à 42 km au nord de la capitale Sofia.
Elle est implantée dans une cuvette dans le massif montagneux du Balkan. La ville est traversée par le fleuve Iskar.
Le climat est continental de type semi-montagneux : les étés sont assez chauds et les hivers froids et neigeux.

## Économie
Dans la seconde moitié du XXe siècle, il existait plusieurs mines d'anthracite et d'uranium autour de la ville dont elles faisaient vivre une grande partie de la population. Elles sont toutes fermées.
Une chocolaterie est implantée à l'ouest de la ville depuis le milieu du XXe siècle. Elle a été reprise par Mondelez qui en a fait son site de production en Bulgarie. Il existe également une entreprise qui fabrique des mains courantes et des équipements hôteliers, une entreprise de produits en carton et une entreprise textile.

## Administration
| Période | Période | Identité      | Étiquette                | Qualité                                                                                  |
| ------- | ------- | ------------- | ------------------------ | ---------------------------------------------------------------------------------------- |
| 1999    | 2005    | Emil Ivanov   |                          | Député (2009-2013 ; 2013-2014), Administrateur régional de Sofia (2005-2009 ; 2013-2014) |
| 2005    | 2015    | Emil Atanasov | Parti socialiste bulgare |                                                                                          |
| 2015    | 2019    | Emil Ivanov   |                          | Député (2009-2013 ; 2013-2014), Administrateur régional de Sofia (2005-2009 ; 2013-2014) |
| 2019    | 2023    | Emil Atanasov | Parti socialiste bulgare |                                                                                          |
| 2023    | 2027    | Emil Ivanov   |                          | Député (2009-2013 ; 2013-2014), Administrateur régional de Sofia (2005-2009 ; 2013-2014) |

## Galerie

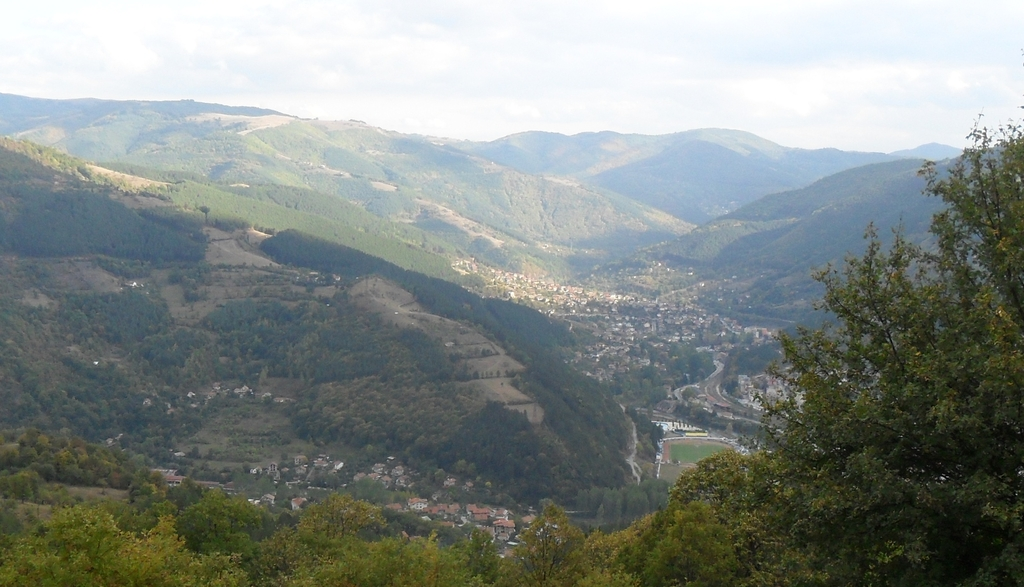
Svogué vue depuis Grohoten
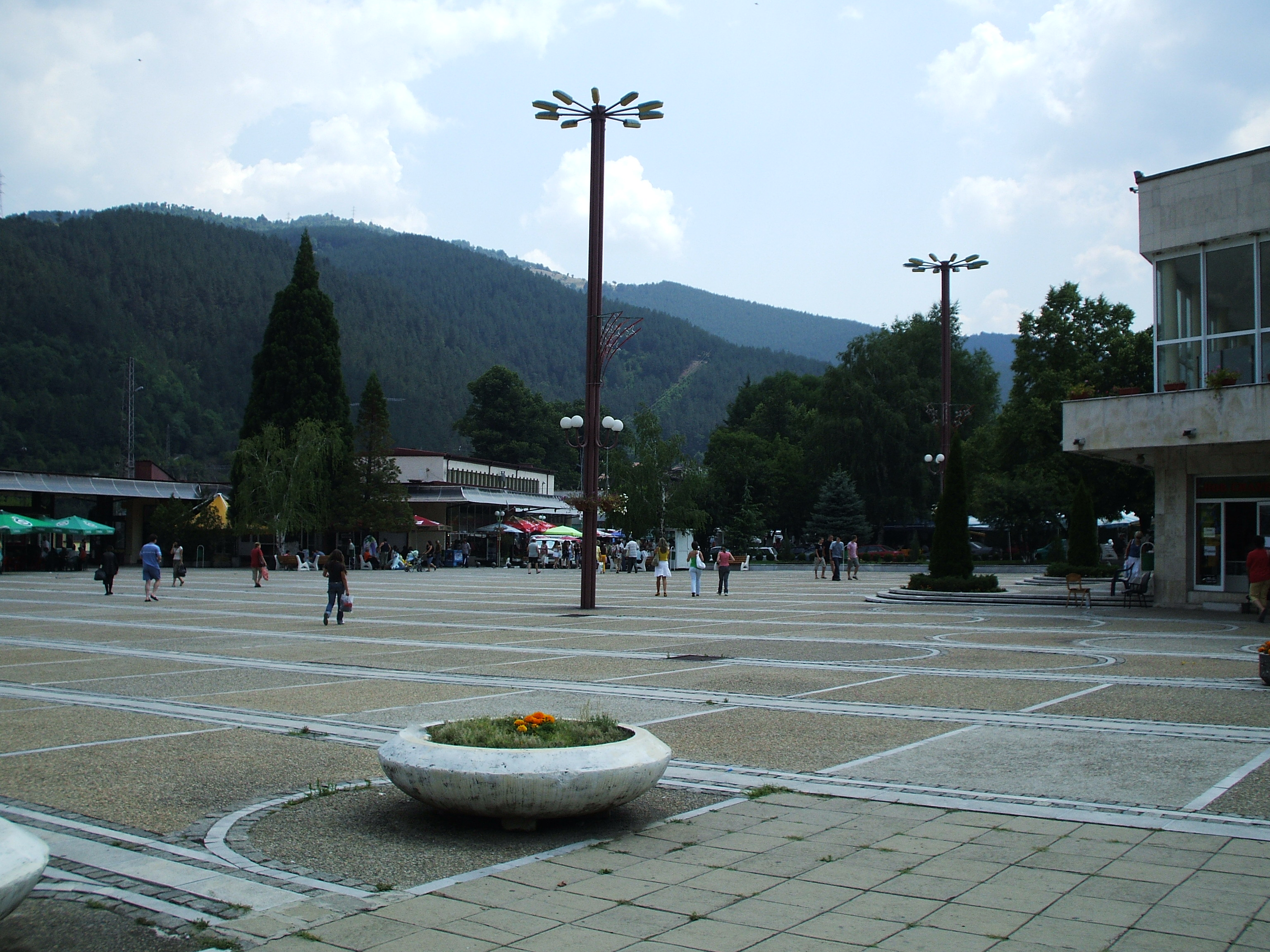
La place centrale
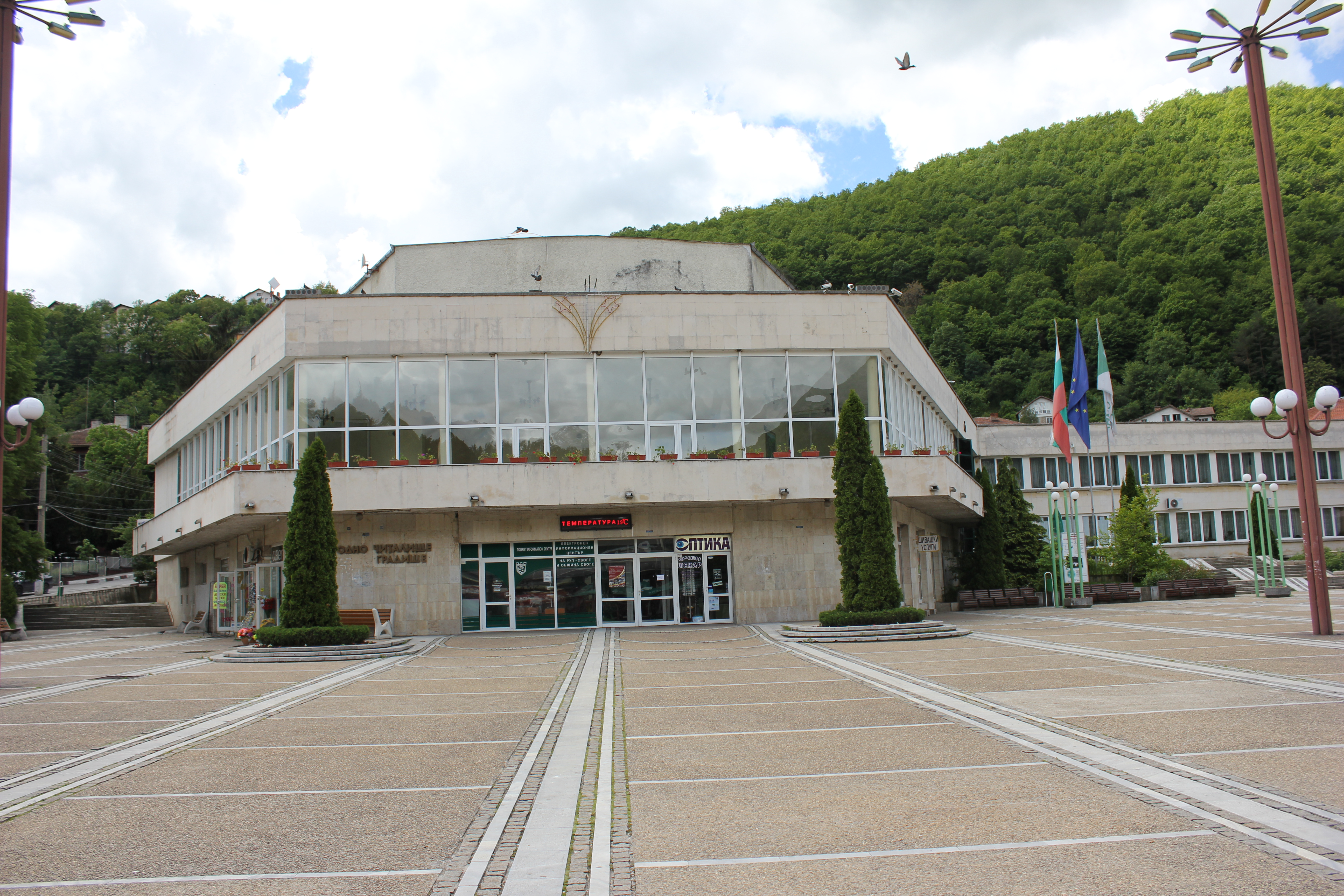
Le palais de la culture et la mairie
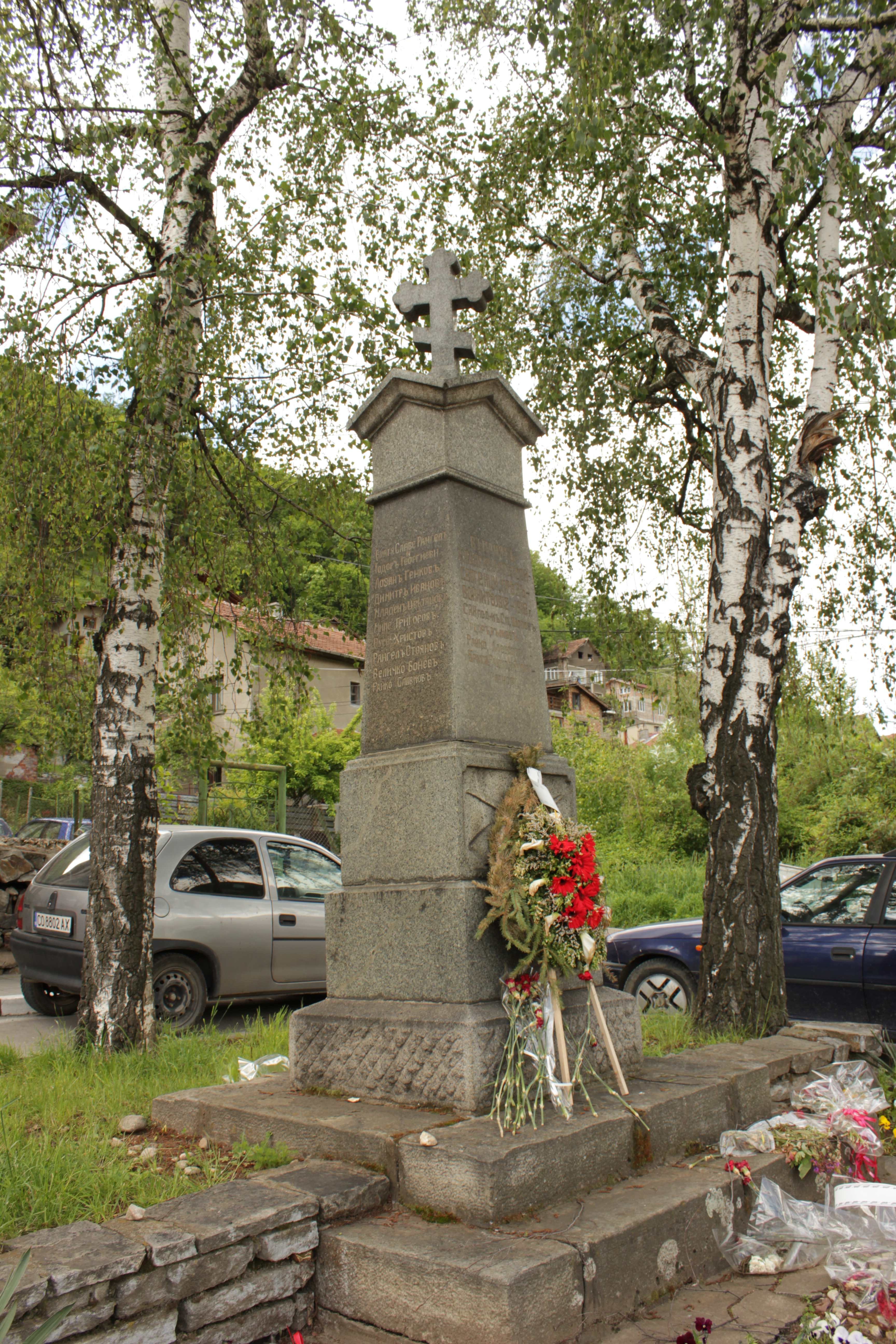
Mémorial de la Première guerre mondiale
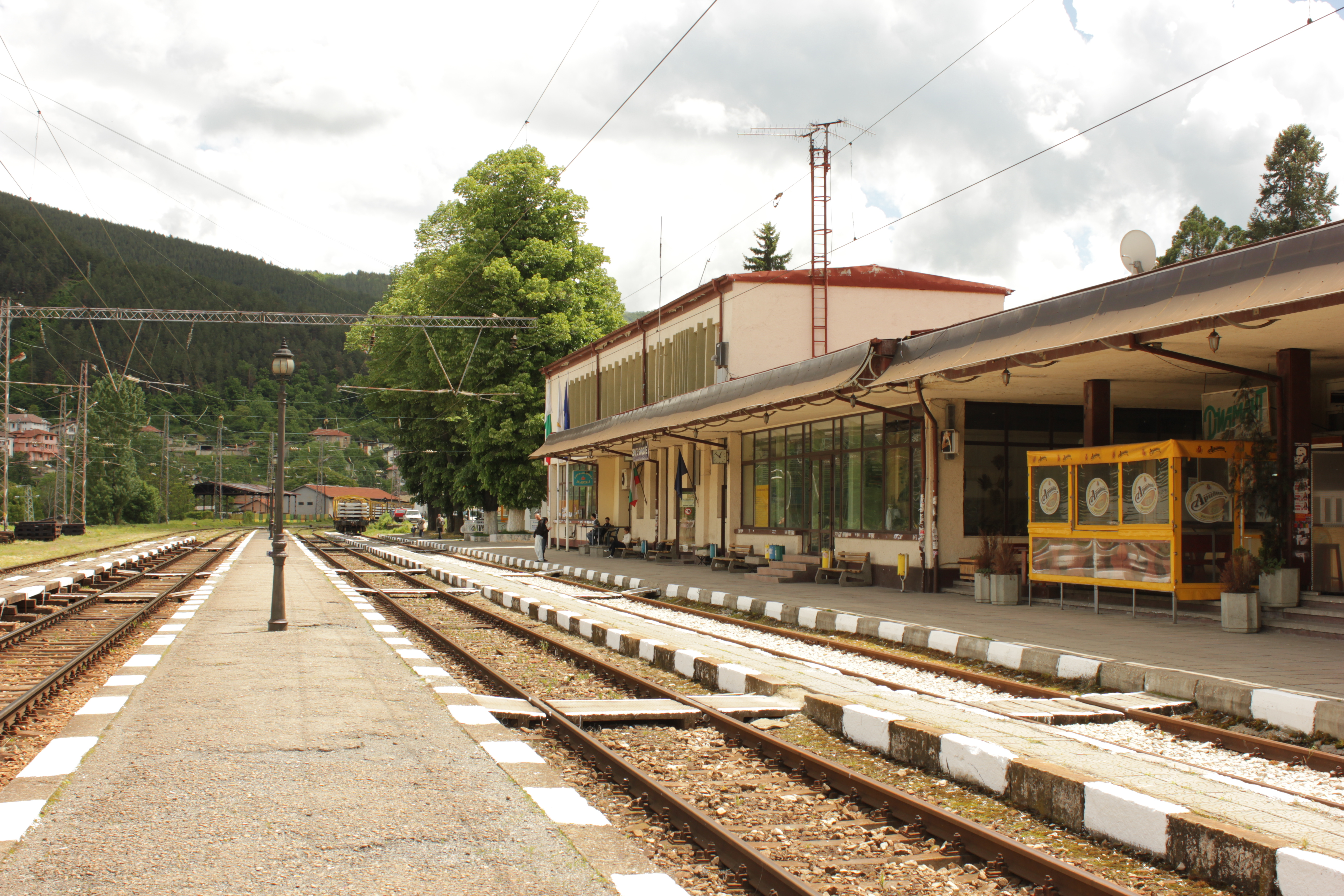
La gare